# Nitrometà
El nitrometà és un compost orgànic de fórmula química CH₃NO₂. És el nitrocompost o nitroderivat més senzill. És un líquid lleugerament viscós, altament polar, que es fa servir com dissolvent en moltes aplicacions industrials i com dissolvent en la neteja. Com a producte intermedi en la síntesi orgànica es fa servir per fabricar molts productes com els farmacèutics, plaguicides, explosius, fibres i recobriments. També s'usa com combustible en carreres de cotxes i motors de cotxes en miniatura.

## Preparació
El nitrometà es produeix industrialment tractant el propà amb àcid nítric a 350-450 °C. Aquesta reacció exotèrmica produeix industrialment quatre nitroalcans significatius: nitrometà, nitroetà, 1-nitropropà, i 2-nitropropà.